# Bundesautobahn 100
Pour les articles homonymes, voir A100.
L’autoroute allemande 100 (Bundesautobahn 100 en allemand et A 100 en abrégé), surnommée « Berliner Stadtring », est une autoroute semi circulaire, d'une longueur de 20,9 km, qui fait le tour de la ville de Berlin. Il comporte le plus souvent trois voies de circulation dans chaque sens ; la vitesse y est limitée à 80 km/h.

## Intersections
De son parcours partent plusieurs autoroutes : 
- à l'autoroute allemande 10 () ;
- (« AVUS ») à l'autoroute allemande 10 () ;
- à Berlin-Steglitz ;
- à l'autoroute allemande 10 ().